# La Atalaya
Pour les articles homonymes, voir Atalaya.
La Atalaya est une commune de la province de Salamanque dans la communauté autonome de Castille-et-León en Espagne.